# Sylvie Meis
Sylvie Françoise Meis (ur. 13 kwietnia 1978 w Bredzie) – holenderska modelka i prezenterka telewizyjna.

## Kariera
Ukończyła westbrabancką szkołę wyższą (niderl. Hogeschool West Brabant), uzyskawszy zawód menedżerki zasobów ludzkich.
Po ukończeniu nauki rozpoczęła karierę modelki. Obecnie pracuje w agencji modelek „ANC Model Management”.
Razem z Dieterem Bohlenem i Motsi Mabuse jest jurorką programu RTL Das Supertalent. 
W 2003 została uhonorowana tytułem „Najseksowniejsza kobieta Holandii”. 

### Życie prywatne
W 2009 zdiagnozowano u niej nowotwór piersi. Z powodzeniem przeszła operację i chemioterapię.
W latach 2005–2013 była żoną piłkarza Rafaela van der Vaarta, z którym ma syna, Damiena. Wniosła pozew o rozwód po pobiciu przez męża podczas imprezy sylwestrowej w 2012. Po rozwodzie wróciła do panieńskiego nazwiska.
W 2014, będąc w Nowym Jorku, Sylvie Meis zaznajomiła się z amerykańskim przedsiębiorcą żydowskiego pochodzenia Samuelem Deutschem, który został jej nowym partnerem.

## Filmografia

### Seriale
- 2001: Costa! – jako Ice
- 2003: Pista! – jako Ice